# Pompeu Pascual i Coris
Pompeu Pascual i Coris, conegut també com el doctor Pascual o en Peio, (Llagostera, 31 de maig de 1929 - Llagostera, 20 de febrer de 2016) fou un metge, pintor, poeta i col·leccionista català. Conversador incansable, va participar activament en diverses entitats de Llagostera com el Casino Llagosterenc o la Unió Esportiva Llagostera, de la que fou president entre el 1962 i el 1969, i entre el 1988 i el 1992.

## Biografia

### Joventut i família
Va formar part d'una nissaga de metges que inicià Josep Pascual i Clarà (1795-1868), pare dels metges Eusebi Pascual Vidal (1845-1930) i Domingo Pascual i Vidal (1832-1880). Fill d'aquest últim és el també metge Robert Pascual Massanet (1870-1943), pare de dos metges més, Domingo Pascual i Carbó (1898-1968) i Pompeio Pascual i Carbó (1897-1977). Fill del primer d'aquests dos últims és Pompeu Pascual i Coris, i del segon Pompeu Pascual i Busquets (1930), que al seu torn també té un fill metge, Peio Pascual i Sala.
El seu pare era metge i industrial, i la seva mare, Paquita Coris i Castelló, aficionada a la música i a la pintura. Estudià a les monges carmelites de Llagostera, va fer batxillerat lliure a Girona i estudià a l'Institut Ramon Muntaner de Figueres abans d'entrar a la facultat de Medicina de Barcelona el 1948. Acabada l'especialitat en urologia, es casà amb Maria Gifré i Rodríguez amb qui va tenir sis fills.

### Metge i dinamitzador local
Fou el metge de Llagostera des del 1963 al 1999. Des de la seva tornada recupera les amistats antigues i en cultiva de noves amb el matemàtic Joaquim Gelabertó Rissech, l'arqueòleg Esteve Fa Tolsanes, Ramon Bellvehí, Guillem Sureda, Josep Calvet, Josep Vila, Josep Albà, Jordi Mestres o el traductor August Vidal, alguns dels llagosterencs que dinamitzaren la societat llagosterenca de la segona meitat del XIX. Ell també participà activament en les entitats locals com el Centre d'Estudis Llagostera, liderat per Fa Tolsanes, que des del 1966 s'implicà en la recerca arqueològica a les terres gironines. També patricipà a la direcció de la Creu Roja de Llagostera que adquirí la primera ambulància de Llagostera el 1967, i entre el 1967 i el 1981 fou vocal a la junta de l'Hospital, impulsant-ne algunes millores.
Fou president del Casino Llagosterenc del 1974 al 1982 i del 1987 al 1997. També dirigí el Club d'Escacs Domingo Pascual Carbó, una entitat amb el nom del seu pare que abans de desaparèixer celebrà la primera Festa dels escacs a Catalunya, portant a la població escaquistes com Jaume Lladó, Joaquim Serra, Francisco José Pérez, Abéric O'Kelly de Galway o Alexander Alekhine. Entre altres iniciatives que ha impulsat a Llagostera hi ha un seguit de converses amb llagosterencs il·lustres a la ràdio, que es recolliren al llibre del 1999 Pompeu Pascual i Coris parla amb els seus convilatans.
També promogué la primera junta de la Unió Esportiva Llagostera el 1947, entitat que presidí entre el 1962 i el 1969, i entre el 1988 i el 1992. No ha deixat d'acompanyar aquest equip de futbol a les verdes i a les madures, assistint als partits claus, tant de copa com de lliga, d'aquest equip que el 2014 va ascendir a Segona A.

### Artista i col·leccionista
Començà a pintar a les nits, després de les llargues jornades de metge rural. Als dibuixos fets a les receptes seguí una experimentació artística amb carbó, pastel, guaix, oli i ceràmica, que sumen milers d'obres. Ha fet desenes d'exposicions individuals col·lectives, entre les quals destaca la del setembre de 2005 a Gernika juntament amb Josep Perpinyà i Lluís Bosch Martí.
Admira altres artistes de Llagostera que l'animaren a explorar nous camins en la seva passió pictòrica, com els seus amics Pere Mayol i Borrell, mossèn Josep Gelabert i Rincón, Rafael Mas, Jaume Roca i Delpech, Emili Vilà i Gorgoll, Enric Marquès i Ribalta, Modest Cuixart i Tàpies, o Joan Ponç i Bonet. A més de la pintura, també va destacar per publicar tres llibres de poesia i per tenir més de mig miler de Quixots.
Va fer diverses donacions per enriquir algunes institucions com el Museu del Cinema de Girona o l'Arxiu Històric de Cardona.

## Obra
- Recorda el que no vols recordar (1996) Recull de poesies.
- Consol de Tardor (1998) Recull de poesies.
- Un món trencat (2004) Recull de poesies.
- Pompeyo Pascual i Coris parla amb els seus convilatans (1999) Recull d'entrevistes a alguns llagosterencs fetes a Llagostera Ràdio.